# Prudential Center
El Prudential Center es un pabellón deportivo situado en Newark, Nueva Jersey.
Es la cancha de los Diablos de Nueva Jersey, el equipo de hockey sobre hielo de la NHL desde 2007, y de la Universidad Seton Hall, en la liga de baloncesto de la NCAA desde 2007.
Anteriormente jugaron allí los New Jersey Nets de la NBA desde 2010 hasta 2012, y el New York Liberty de la WNBA desde 2011 hasta 2013.
En 2011 fue sede de las regionales del este del Campeonato de la División iIde Baloncesto Masculino de la NCAA será Sede DeWWE Extreme Rules.